# Ixora oreogena
Ixora oreogena är en måreväxtart som beskrevs av Sally T. Reynolds och Paul Irwin Forster. Ixora oreogena ingår i släktet Ixora och familjen måreväxter. Inga underarter finns listade i Catalogue of Life.